# スタニスワフ・ボバク
スタニスワフ・ボバク（Stanisław Bobak、1956年3月12日 - 2010年11月12日）は、ポーランド、ザコパネ近郊ザブ出身のスキージャンプ選手。1970年代後半から1980年代初めにかけて活躍した。

## プロフィール
1972-1973年のスキージャンプ週間で国際大会にデビューした。1974-1975シーズンの同大会ではオーベルストドルフで2位に入り、総合では自己最高5位となった。20歳の誕生日を目前にした1976年のインスブルックオリンピックでは70m級28位、90m級37位に終わった。
1977年には膝の靭帯を断裂するケガを負ったが1978年ノルディックスキー世界選手権では70m級22位、90m級23位となった。
1980年1月26日、地元ザコパネでスキージャンプ・ワールドカップ初勝利、翌日も2位となった。レークプラシッドオリンピックで70m級10位、90m級22位となり1979-1980シーズンのワールドカップ総合では自己最高の3位となった。
しかし脊椎を痛め1980-1981シーズン限りで現役を引退した。
ワールドカップ通算1勝（2位2回、3位1回）、ポーランド選手権では70m級、90m級で4回ずつ計8回優勝している。
2010年11月12日、長い闘病生活の末にザコパネの病院にて亡くなった。54歳没。